# Корчмар, Леонид Овшиевич
Леонид О́вшиевич (Овсе́евич) Корчмар (род. 9 ноября 1943) — советский и российский дирижёр.

## Биография
Учился в Московской консерватории у Лео Гинзбурга, затем в 1975 году окончил Ленинградскую консерваторию по классу И. А. Мусина. Работал с оркестрами Воронежа и Свердловска, в 1979—1984 гг. возглавлял Симфонический оркестр Саратовской филармонии.
С 1989 года дирижёр-ассистент Мариинского театра в Санкт-Петербурге. Преподаёт оперно-симфоническое дирижирование в Санкт-Петербургской консерватории. Учениками Корчмара были Туган Сохиев, Михаил Агрест, Кристиан Кнапп, Ану Тали, Саша Мякиля, Маркку Лааксо, Даррел Анг.
Заслуженный артист РФ, заслуженный артист республики Северная Осетия — Алания.

## Семья
Отец — участник Великой Отечественной войны Овший Гершонович Корчмар (17 октября 1913, Меджибож — 1972, Ленинград), управляющий уполномоченного НКВМФ СССР, инженер-майор.
Брат — композитор Григорий Овшиевич Корчмар.